# Pölöskei Zsolt
Pölöskei Zsolt (Budapest, 1991. február 19. –) magyar labdarúgó,  posztját tekintve középpályás.

## Pályafutása
2002-ben az MTK utánpótlásában kezdte pályafutását. Itt játszott és edzősködött korábban édesapja. 2008-ban kölcsönben az angol Liverpool FC csapatához került. Itt nem vetette meg lábát, két év után visszatért a kék-fehérekhez. 2010-ben bemutatkozott az MTK felnőttcsapatában, 2014-ben behívták a magyar labdarúgó-válogatottba is, pályára nem lépett. 2017 és 2019 között a Budapest Honvéd FC játékosa volt, mindössze tizennégy bajnoki mérkőzésen lépett pályára, de folyamatos térdproblémái miatt bejelentette visszavonulását.

## Statisztika
| Klub            | Szezon | Bajnokság     | Bajnokság | Országos kupa | Országos kupa | Ligakupa      | Ligakupa | Nemzetközi kupa | Nemzetközi kupa | Összesen      | Összesen |
| Klub            | Szezon | Pályára lépés | Gól       | Pályára lépés | Gól           | Pályára lépés | Gól      | Pályára lépés   | Gól             | Pályára lépés | Gól      |
| --------------- | ------ | ------------- | --------- | ------------- | ------------- | ------------- | -------- | --------------- | --------------- | ------------- | -------- |
| MTK             |        |               |           |               |               |               |          |                 |                 |               |          |
| 2011–12         | 9      | 2             | 1         | 0             | 3             | 0             | 0        | 0               | 13              | 2             |          |
| 2012–13         | 15     | 2             | 0         | 0             | 5             | 0             | 0        | 0               | 20              | 2             |          |
| 2013–14         | 28     | 6             | 7         | 0             | 1             | 0             | 0        | 0               | 36              | 6             |          |
| 2014–15         | 28     | 5             | 3         | 3             | 4             | 0             | 0        | 0               | 22              | 6             |          |
| Összesen        | 80     | 15            | 11        | 3             | 13            | 0             | 0        | 0               | 104             | 18            |          |
| Videoton        |        |               |           |               |               |               |          |                 |                 |               |          |
| 2015–16         | 20     | 0             | 4         | 0             | –             | –             | 0        | 0               | 24              | 0             |          |
| 2016–17         | 0      | 0             | 2         | 1             | 0             | 0             | 0        | 0               | 2               | 1             |          |
| Összesen        | 20     | 0             | 6         | 1             | 0             | 0             | 0        | 0               | 26              | 1             |          |
| Budapest Honvéd |        |               |           |               |               |               |          |                 |                 |               |          |
| 2017–18         | 13     | 0             | 4         | 0             | –             | –             | 2        | 0               | 19              | 0             |          |
| 2018–19         | 1      | 0             | 0         | 0             | –             | –             | 1        | 0               | 2               | 0             |          |
| Összesen        | 14     | 0             | 4         | 0             | 0             | 0             | 3        | 0               | 21              | 0             |          |
| Karrier összes  |        | 114           | 15        | 21            | 4             | 13            | 0        | 3               | 0               | 151           | 19       |

2018. július 26-án frissítve..

## Magánélete
Édesapja Pölöskei Gábor, magyar válogatott labdarúgó, a Rába ETO, a Ferencváros, és az MTK volt csatára. Édesanyja Áder Annamária pedagógus, Áder János köztársasági elnök húga. Testvére Pölöskey Péter, a Pécsi Mecsek FC csatára.